# Megistopoda aranea
Megistopoda aranea är en tvåvingeart som först beskrevs av Daniel William Coquillett 1899.  Megistopoda aranea ingår i släktet Megistopoda och familjen lusflugor. Inga underarter finns listade i Catalogue of Life.